# Collins (Géorgie)
Pour les articles homonymes, voir Collins.
Collins est une ville américaine située dans le comté de Tattnall, en Géorgie. Selon le recensement de 2020, sa population est de 540 habitants.